# Kevin Overland
Kevin Overland, född den 8 juni 1974 i Kitchener, Kanada, är en kanadensisk skridskoåkare.
Han tog OS-brons på herrarnas 500 meter i samband med de olympiska skridskotävlingarna 1998 i Nagano.